# Ariobarzane (generale persiano)
Ariobarzane (... – 330 a.C.) è stato un generale persiano.
Combatté nel 331 a.C. a Gaugamela contro Alessandro Magno. Da quest'ultimo nel 330 a.C. difese la Porta persiana che portava dalla Susiana alla Perside.